# Европейски години
Всяка година Европейският съюз избира да адресира тема с оглед на това да окуражи дебата и диалога в държавите членки и повиши информираността на гражданите на Европа по определен проблем.

## История
Инициативата започва през 1983 г., когато Европейският парламент и Съветът на Европа избират годишно тема за всяка година, на база предложение от Европейската комисия. Европейска година е кампания за популяризиране и образоване на европейските граждани и предизвикване на вниманието на националните правителства към конкретни въпроси с оглед промяна на нагласите и поведението на национално и Европейско ниво.

## Години
| Година | Име                                                                         | Източници |
| ------ | --------------------------------------------------------------------------- | --------- |
| 2018   | Европейска година на културното наследство                                  | [ 3 ]     |
| 2017   | няма                                                                        |           |
| 2016   | няма                                                                        |           |
| 2015   | Европейска година на развитието                                             | [ 4 ]     |
| 2014   | Европейска година на гражданите                                             | [ 5 ]     |
| 2013   | Европейска година на гражданите                                             | [ 5 ]     |
| 2012   | Европейска година на активното остаряване                                   | [ 6 ]     |
| 2011   | European Year of Volunteering                                               | [ 7 ]     |
| 2010   | Европейска година за борба с бедността и социалното изключване              | [ 8 ]     |
| 2009   | Европейска година на креативността и иновациите                             | [ 9 ]     |
| 2008   | Европейска година на интеркултурния диалог                                  | [ 10 ]    |
| 2007   | Европейска година на равните възможности за всички                          |           |
| 2006   | Европейска година на мобилността                                            |           |
| 2005   | Европейска година на гражданството чрез образование                         |           |
| 2004   | Европейска година на образованието чрез спорт                               |           |
| 2003   | Европейска година на хората в неравностойно положение                       |           |
| 2002   | няма                                                                        |           |
| 2001   | Европейска година на езиците                                                |           |
| 2000   | няма                                                                        |           |
| 1999   | Европейска година за действие срещу насилието над жени                      |           |
| 1998   | Европейска година за локална и регионална демокрация                        |           |
| 1997   | Европейска година срещу расизма и ксенофобията                              |           |
| 1996   | Европейска година за учене през целия живот                                 |           |
| 1995   | Европейска година на безопасността на пътя и младите шофьори                |           |
| 1994   | Европейска година на храната и здравето                                     |           |
| 1993   | Европейска година на възрастните хора и солидарността между поколенията     |           |
| 1992   | Европейска година на безопасността, хигиената и здравето на работното място |           |
| 1991   | няма                                                                        |           |
| 1990   | Европейска година на туризма                                                |           |
| 1989   | Европейска година на информацията за рака                                   |           |
| 1988   | Европейска година на киното и телевизията                                   |           |
| 1987   | Европейска година на околната среда                                         |           |
| 1986   | Европейска година на пътната безопасност                                    |           |
| 1985   | Европейска година на музиката                                               |           |
| 1984   | Европейска година на хората на Европа                                       |           |
| 1983   | Европейска година на малкия и среден бизнес                                 |           |